# Urtzi Urrutikoetxea
Urtzi Urrutikoetxea Vacas (Bilbao, España, 12 de octubre de 1977) es un periodista, poeta, versolari y escritor español. 
Ha trabajado para los informativos de Euskal Telebista, y en otros proyectos audiovisuales, entre los que destacan el documental realizado sobre la Real Academia de la Lengua Vasca en 2008, y los trabajos como productor local y traductor en la película documental An independent mind de Rex Bloomstein, y en el reportaje sobre la situación del País Vasco de la televisión de Letonia. 
Urrutikoetxea también ha escrito en un gran número de publicaciones, sobre todo en euskera: Euskaldunon Egunkaria, Berria, Gara, Jakin, Argia, Bertsolari, y las revistas de viajes Nora y Zazpi Haizetara entre otras. Autor de tres poemarios, una novela y una crónica de viajes en euskera, y una guía de viajes en castellano sobre la ciudad de Berlín. Traductor al euskera de Sin destino, del Premio Nobel húngaro Imre Kertész. También ha cultivado el campo del bersolarismo, participando en diversos proyectos como el libro Bizkaiko Bertsogintza IV (2006). Urtzi Urrutikoetxea es actualmente vicepresidente del PEN-Club Vasco.
Como periodista free-lance ha trabajado en numerosos países del mundo, como Colombia, Venezuela, Irak, Kosovo, Moldavia, Turquía, Guatemala, México, Nicaragua, Honduras, Georgia (incluidos Abjasia y Osetia del Sur) varios países europeos; fue asimismo corresponsal en Berlín.

### Libros de poemas
- "Borroka galduetatik gatoz" (Venimos de las luchas perdidas)1997, Susa.
- "Gaur ere ez du atertuko" (Hoy tampoco dejará de llover) 1998, Diputación Foral de Álava
- "Utzidazu karmina kentzen" (Déjame que te quite el carmín) 2000, Kutxa

### Poemas sueltos
- "Pinta bat Tennents" (1997)
- "Galdera" (1997)
- "Muxar demokratikoak" (1997)
- "Bidxotza" (2000)
- "Dei en amorear os libros á beira da cama"
- "Unha pequena frauta toca"
- "He apilado los libros junto a mi cama"
- "Una pequeña flauta toca"

### Narrativa
- "Auzoak" (Barrios) 2005, Susa.

### Libros de viajes
- Guía de Berlín.
- Afrika Express (2008, en euskera, la crónica de un viaje en un Renault Express desde Bilbao hasta Malí y Senegal)

### Traducciones
- Zoririk ez (Sorstalanság/Sin destino, de Imre Kertész